# Martock
Martock – wieś w Anglii, w hrabstwie Somerset, w dystrykcie (unitary authority) Somerset. Leży 55 km na południe od miasta Bristol i 194 km na zachód od Londynu. W 2002 miejscowość liczyła 4468 mieszkańców.